# Pherbellia idahoensis
Pherbellia idahoensis är en tvåvingeart som beskrevs av Steyskal 1961. Pherbellia idahoensis ingår i släktet Pherbellia och familjen kärrflugor. Inga underarter finns listade i Catalogue of Life.